# بيرني بابكوك
جوليا بيرنلي سميد بابكوك (بالإنجليزية: Bernie Babcock) (28 أبريل 1868 - 14 يونيو 1962) هي روائية أمريكية. ألفت ما يزيد عن 40 رواية. فضلاً عن مساهمات لها في كتابة المقالات في الصحف الأمريكية. أنجبت خمسة أطفال، وبعد وفاة زوجها وهي في سن 29 اتجهت للعمل ككاتبة لتعيل أطفالها. وكتابها الأول بيع منه 100 ألف نسخة.

## أعمالها
- الأمس واليوم في أركنساس (1917).
- روح آن روتليدج، رومانسية إبراهام لنكولن (1919).
- مجيء الملك (1921).
- روح إبراهام لنكولن (1923).

## وصلات خارجية
- مؤلفات بيرني بابكوك في مشروع غوتنبرغ
- Bernie Babcock biography, Encyclopedia of Arkansas History and Culture
- Biography, The Arkansas News